# TrES-1
Désignations
TrES-1, aussi connue comme GSC 02652-01324, est une étoile de la constellation boréale de la Lyre. De magnitude apparente 11,42 dans le spectre visible, elle n'est pas observable à l'œil nu depuis la Terre. Elle est située à une distance de 160,4 ± 0,7 pc (∼523 al) du Soleil.
Il s'agit d'une naine orange de type spectral K0V. Avec une masse de 0,88 ± 0,07 masse solaire pour un rayon de 0,85 ± 0,05 rayon solaire, elle est l'objet primaire d'un système planétaire dont l'unique objet secondaire connu à ce jour (mai 2015) est TrES-1 b, une planète confirmée. Celle-ci est la première planète à avoir été découverte (2004) par le Trans-Atlantic Exoplanet Survey (TrES) avec méthode des transits. Il s'agirait d'une planète géante gazeuse à courte période de révolution, de type Jupiter chaud.

#### ÉtoileTrES-1
- (en) TrES-1 sur la base de données NASA Exoplanet Archive du NASA Exoplanet Science Institute
- (en) TrES-1 sur la base de données Simbad du Centre de données astronomiques de Strasbourg.
- (en) GSC 02652-01324, 2MASS J19040985+3637574 et TYC 2652-1324-1 sur la base de catalogues VizieR du Centre de données astronomiques de Strasbourg

#### PlanèteTrES-1 b
- (en) TrES-1 b sur la base de données Exoplanet Data Explorer
- (en) TrES-1 sur L'Encyclopédie des planètes extrasolaires de l'Observatoire de Paris.
- (en) TrES-1 b sur la base de données NASA Exoplanet Archive du NASA Exoplanet Science Institute
- (en) TrES-1b sur la base de données Simbad du Centre de données astronomiques de Strasbourg.